# Марпеса Даун
Марпеса Даун (3. јануар 1934 — 25. август 2008) била је америчко-француска глумица, као и певачица и плесачица. Остала је упамћена по улози у филму Црни Орфеј (1959).

## Биографија
Рођена на фарми у близини Питсбурга, у Пенсилванији, афроамеричког и филипинског порекла, радила је као лабораторијски техничар у Њујорку пре него што је као тинејџерка мигрирала у Европу.
Почела је да глуми у Енглеској,у неколико мањих ТВ улога. Затим се 1953. преселила у Француску и док је повремено радила као гувернанта певала је и играла у ноћним клубовима, где је упознала режисера Марсела Камија. Са 24 године добила је улогу „Еуридике“ у његовом филму Црни Орфеј. Филм је освојио Златну палму на Филмском фестивалу у Кану 1959. и Оскара 1960. за најбољи филм на страном језику. Удала се за Камија, али се убрзо од њега развела и удала за белгијског глумца Жоржа-Ерика Вандер-Елста, којег је упознала када су се заједно појавили у представи у Америчком центру у Паризу. Обавили су грађанску церемонију у тајности. Сматрана великом лепотицом па је   у новембру 1959. Ебони (магазин) представио заједно са Алек Веком, Квин Латифом, Дајаном Рос, Дороти Дандриџ, Хали Бери, Ванесом А. Вилијамс и Леном Хорн.
Марпеса је остала у Европи, радећи у француским филмовима и на телевизији. Имала је и неколико позоришних улога, укључујући главну улогу у Chérie Noire, веома успешној позоришној комедији која је играла седам година, обилазећи Француску, Белгију, Швајцарску, Тунис, Алжир и Мароко, и Le Jardin des délices (Врт земаљских радости), од Фернанда Арабала, коју је играла са Делфин Сејриг (1969). Њена каснија каријера је, међутим, била много мање успешна. Појавила се у документарцу из 2005. о Виницијусу де Мораесу, који је написао оригиналну драму из које је адаптиран Црни Орфеј.
Марпеса и њен колега из прославњеног филма, бразилски глумац Брено Мело, умрли су у размаку од само 42 дана 2008. године, обоје од срчаног удара. Обоје су глумили у филму Црни Орфеј из 1959. године. Имала је 74 године у тренутку смрти у Паризу и оставила петоро деце и четворо унучади.

## Филмографија
| Година | Наслов                           | Улога               | Биљешка                  |
| ------ | -------------------------------- | ------------------- | ------------------------ |
| 1957   | Élisa                            | Црнкиња             |                          |
| 1959   | Црни Орфеј                       | Еуридика            |                          |
| 1961   | El secreto de los hombres azules | Малика              |                          |
| 1963   | Canzoni nel mondo                | Марпеса             |                          |
| 1966   | Au théâtre ce soir               | Француско позориште | Епизода: "Cherie Noire"  |
| 1970   | Le Bal du Comte d'Orgel          | Марија              |                          |
| 1971   | Traîté du rossignol              | Жена у возу         |                          |
| 1973   | Bel ordure                       | Проститутка         |                          |
| 1974   | Слатки филм                      | Мама Комуна         |                          |
| 1995   | Sept En Attente                  |                     | (последња филмска улога) |